# Juan Liwag
Juan Ramos Liwag (* 12. Juni 1906 in Gapan, Nueva Ecija; † 30. November 1983) war ein philippinischer Jurist und Politiker der Partido Liberal ng Pilipinas, der unter anderem Justizminister und Senator war.

## Leben

### Rechtsanwalt, Richter und Solicitor General
Liwag stammte aus einer bekannten Familie aus der zahlreiche Politiker und Militärpersonen hervorgingen wie Miguel Liwag, der zwischen 1931 und 1934 Gouverneur von Nueva Ecija war. Er absolvierte nach dem Besuch der Gapan Intermediate School sowie der High School ein Studium der freien Künste an der Universität der Philippinen. Im Anschluss studierte er Rechtswissenschaften an der Universität der Philippinen und schloss dieses 1932 als Klassenbester ab. Er belegte bei der landesweiten juristischen Staatsprüfung (Philippine Bar Examination) den zweiten Platz und nahm im Anschluss eine Tätigkeit als Rechtsanwalt auf.
1945 wechselte Liwag in den öffentlichen Dienst und war zunächst Anklagevertreter (Prosecutor) im Justizministerium, ehe er später die Position des Leiters des Büros der Sonderanklagevertreter übernahm. 1949 wurde er Richter an einem erstinstanzlichen Gericht (Court of First Instance) sowie 1950 Richter an dem für die Provinzen Albay und Catanduanes zuständigen Bezirksgericht (District Court).
1952 wurde Liwag Nachfolger von Pompeyo Diaz als Solicitor General of the Philippines und war damit oberster Rechtsberater der Philippinen bis zu seiner Ablösung durch Querube Makalintal 1954.

### Justizminister
Nach dem Amtsantritt von Präsident Diosdado Macapagal am 30. Dezember 1961 wurde Liwag zunächst Unterstaatssekretär im Justizministerium, ehe er am 19. Mai 1962 als Nachfolger von Jose Diokno selbst Justizminister (Secretary of Justice) wurde. Das Amt des Justizministers übte er bis zu seiner Ablösung durch Salvador L. Marino am 9. Juli 1963 aus.
In dieser Funktion setzte er die Ermittlungen im sogenannten Stonehill-Skandal fort, der zur Prüfung der Regierung Macapagal in der Kampagne gegen Korruption wurde. Justizminister Diokno hatte gegen Harry Stonehill, einen aus den USA stammenden staatenlosen Unternehmer mit einem 50 Millionen US-Dollar umfassenden Firmenimperium, Ermittlungen wegen Steuerhinterziehung, Schmuggel, Falscherklärung von Importen sowie Bestechung öffentlicher Bediensteter aufgenommen. Die Ermittlungen legten die Beziehungen Stonehills bei der Bestechung der Regierung dar. Präsident Macapagal entband Diokno schließlich von den Ermittlungen und ließ Stonehill schließlich ausweisen. Diokno kritisierte später die Entscheidung von Präsident Macapagal und Justizminister Liwag mit den Worten: „Wie kann die Regierung nun die Bestochenen anklagen, wenn sie dem Bestecher erlaubt hat zu gehen?“ (‚How can the government now prosecute the corrupted when it has allowed the corrupter to go?‘)
Als Justizminister war Liwag auch verantwortlich für die Aufklärung eines Kreditskandals in der Philippine National Bank sowie die Beendigung der seit Jahren wachsenden unkontrollierten Zuwanderung und Verleihung der Staatsbürgerschaft. Des Weiteren setzte er sich für die Rechte von Arbeitnehmern ein und erklärte die tägliche Unterstützung von zwei Pesos für Arbeitslose für verfassungswidrig und unmenschlich. In seinem Ministerium setzte er Lohnerhöhungen für Richter, Rechtsberater, Anklagevertreter und Gerichtspersonal durch.
Andererseits kam es auch zu Kritik gegen Liwag wie zum Beispiel durch Senator Lorenzo Tañada, der kritisierte, dass der mit Fragen zum Unternehmensrecht befasste Liwag selbst Einkünfte von der Banalbagan-Isabela Sugar Co., den Pampanga Sugar Mills sowie der Marcelo Steel Corp. erhielt. Darüber hinaus war er Mitglied des Direktoriums der Philippine Development Bank sowie der Biscom Findlay Millar Timber Co., Industrial Co. Inc., Philippine Investment Co., Philippine Portland Cement Co. sowie der Trans-Pacific Investment Corp.

### Senator
Bei den Wahlen vom 12. November 1963 erzielte Liwag als Kandidat der Partido Liberal ng Pilipinas 2.704.222 Wählerstimmen und errang damit den achten der acht zu vergebenen Senatssitze, wodurch er für eine sechsjährige Wahlzeit Mitglied des Senats wurde.
Während seiner Senatsmitgliedschaft war er Vorsitzender des Senatsausschusses für die Überprüfung von Gesetzen sowie für die Umorganisation der Regierungsverwaltung. Darüber hinaus war er Mitglied der Senatsausschüsse für Konten, für Wirtschaft, für Ermittlungen, für Justiz, für Arbeit und Einwanderung, für Nationale Verteidigung sowie für öffentliche Arbeiten und Kommunikation. Im Streit um Sabah schlug er 1968 die Verabschiedung einer Bestimmung vor, die weiter den Anspruch der Philippinen auf Teile von Nord-Borneo im Hinblick auf die Abgrenzung der Grenzlinien zu Sabah sichern würde.
Bei den Senatswahlen vom 11. September 1969 errang er zwar noch 2.355.377 Stimmen, belegte aber nur noch den dreizehnten Platz bei acht zu vergebenen Sitze und verlor damit seinen Senatssitz.
Am 10. November 1970 wurde er zum Delegierten des Verfassungskonvents (Philippine Constitutional Convention) gewählt, in dem er den zweiten Bezirk von Nueva Ecija vertrat.
Ihm zu Ehren wurde die Juan R. Liwag Memorial High School in Gapan benannt.